# (11813) Ingorichter
(11813) Ingorichter est un astéroïde de la ceinture principale.

## Description
(11813) Ingorichter est un astéroïde de la ceinture principale. Il fut découvert le 3 mars 1981 à l'observatoire de Siding Spring par Schelte J. Bus. Il présente une orbite caractérisée par un demi-grand axe de 3,11 UA, une excentricité de 0,10 et une inclinaison de 6,2° par rapport à l'écliptique.